# Клонувек (Куявсько-Поморське воєводство)
Клонувек (пол. Kłonówek) — село в Польщі, у гміні Радзеюв Радзейовського повіту Куявсько-Поморського воєводства.
Населення — 63 особи (2011).
У 1975-1998 роках село належало до Влоцлавського воєводства.

## Демографія
Демографічна структура станом на 31 березня 2011 року:
|          | Загалом | Допрацездатний вік | Працездатний вік | Постпрацездатний вік |
| -------- | ------- | ------------------ | ---------------- | -------------------- |
| Чоловіки | 30      | 7                  | 17               | 6                    |
| Жінки    | 33      | 2                  | 19               | 12                   |
| Разом    | 63      | 9                  | 36               | 18                   |